# 陳踐誨
陳踐誨（越南语：／；1869年2月25日—1919年7月25日），原名陳踐諴（越南语：／），譜名陳懷溥（越南语：／），字汝忠（越南语：／），號梅隱（越南语：／），越南阮朝官員，明鄉人。

## 生平
陳踐誨是承天府香茶縣永治總明鄉社（今屬承天順化省香茶市社香榮社）人，嗣德二十二年正月十五日（1869年2月25日）出生，父親是輔政大臣陳踐誠，母親是端人黃氏鑑。成泰二年（1890年），陳踐誨成為國子監蔭生。次年（1891年），參加承天場鄉試，考中解元。成泰四年（1892年）十二月，補授典籍，充輔政府行走。成泰七年（1895年）二月，升授編修，改充機密院行走。成泰八年（1896年）四月，升授修撰，改領光祿寺少卿，參佐閣務充經筵日講官。成泰十三年（1901年）四月，以本銜改領平定省按察使。成泰十五年（1903年）正月，實授按察使。成泰十六年（1904年）七月，改授鴻臚寺卿，参佐阁务。十一月，生母黃氏去世，丁憂返鄉。
維新二年（1908年）三月，陳踐誨補授承天府丞。七月，改授清化省按察使。維新三年（1909年）四月，升領清化省布政使。維新四年（1910年）五月，改領廣平省布政使。維新九年（1915年）正月，升巡撫銜，仍領廣平布政使。九月，換補廣義省巡撫。啟定二年（1917年）二月，升授安靜總督。啟定三年（1918年）三月，獲得一面一項金磬。六月，升署協佐大學士，仍領安靜總督。
啟定四年（1919年）四月，阮朝最後一科殿試，陳踐誨擔任讀卷官。六月二十八日（7月25日），陳踐誨在任上病逝，壽五十一歲。阮廷追授太子少保，追封明川男。葬於香水縣安舊社西五邑。保大四年（1929年），遷葬香水縣清犂坊文興山崗。

## 家庭

### 妻室
陳踐誨先後娶過兩妻。
- 元配尊女氏璨，出身第七系，戶部尚書尊室𤄫次女，生3子6女。
- 次配尊女氏㻇，出身第七系，侍郎尊室泠次女，生2子。

### 子女
陳踐誨有5子6女，前9個子女是元配所生，後2子是次配所生。
- 長女陳氏琬
- 次子早殤
- 三女早殤
- 四女陳氏玿
- 五女陳氏璵
- 六子陳迎槃
- 七子早殤
- 八女陳氏珙
- 九女陳氏如瑉
- 十子陳迎檀（陳踐譆），越南中部名醫
- 十一子陳迎楊（陳踐諹），越南化學家